# خافيير غوتيريز كويفاس
خافيير غوتيريز كويفاس (بالإسبانية: Javier Gutiérrez Cuevas) هو متزحلق إسباني، ولد في 29 مارس 1985 في إيغوالادا في إسبانيا.

## وصلات خارجية
- خافيير غوتيريز كويفاس على موقع الاتحاد الدولي للتزلج (التزلج الريفي) (الإنجليزية)
- خافيير غوتيريز كويفاس على موقع أوليمبيديا (الإنجليزية)